# 츠바키 아야나
츠바키 아야나(일본어: 椿姫 彩菜, 1984년 7월 15일 ~ )는 일본의 모델, 배우이다. 2006년 성전환 수술을 받아 법적 여성이 되었다. 나카모리 고센의 만화로 각색된 저 남학교 출신입니다(わたし、男子校出身です。)의 저자이다.